# Erwin Komenda
Pour les articles homonymes, voir Erwin et Komenda.
Erwin Komenda, né le 6 avril 1904 et mort le 22 août 1966, est un chef-designer Volkswagen-Porsche autrichien. Emblématique de l'histoire de l'automobile, il travaille en particulier pour les Volkswagen Coccinelle, Porsche 356, Porsche 550 et Porsche 911,,.

## Histoire
Erwin Komenda naît en 1904 à Spital am Semmering en Autriche, et suit des études à l'Institut Technique de Steyr de 1916 à 1920. Il commence sa carrière en particulier chez Steyr (entreprise), puis comme ingénieur chef-designer du département carrosserie de Daimler-Mercedes-Benz de Stuttgart, dirigé dans les années 1920 par Ferdinand Porsche.

### Volkswagen-Porsche
Il rejoint Ferdinand Porsche en 1931, à la fondation de son bureau d'études Porsche (Porsche Büro) à Stuttgart. Il conçoit alors en tant que chef-designer entre autres l'Auto Union Type A (une des premières Flèches d'Argent Auto Union (future Audi) détentrice du record mondial de vitesse 1934).

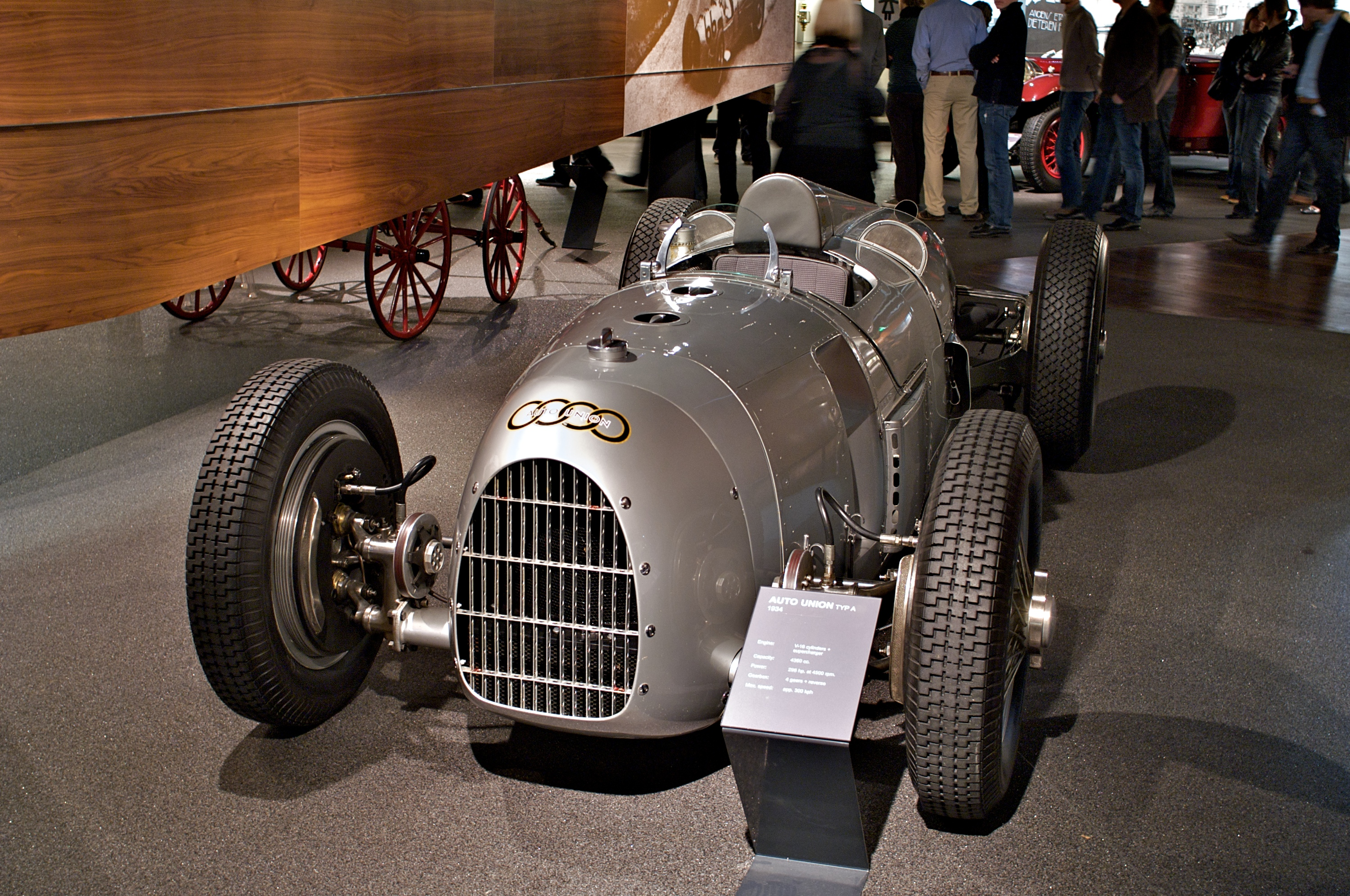
Auto Union Type A (1934)
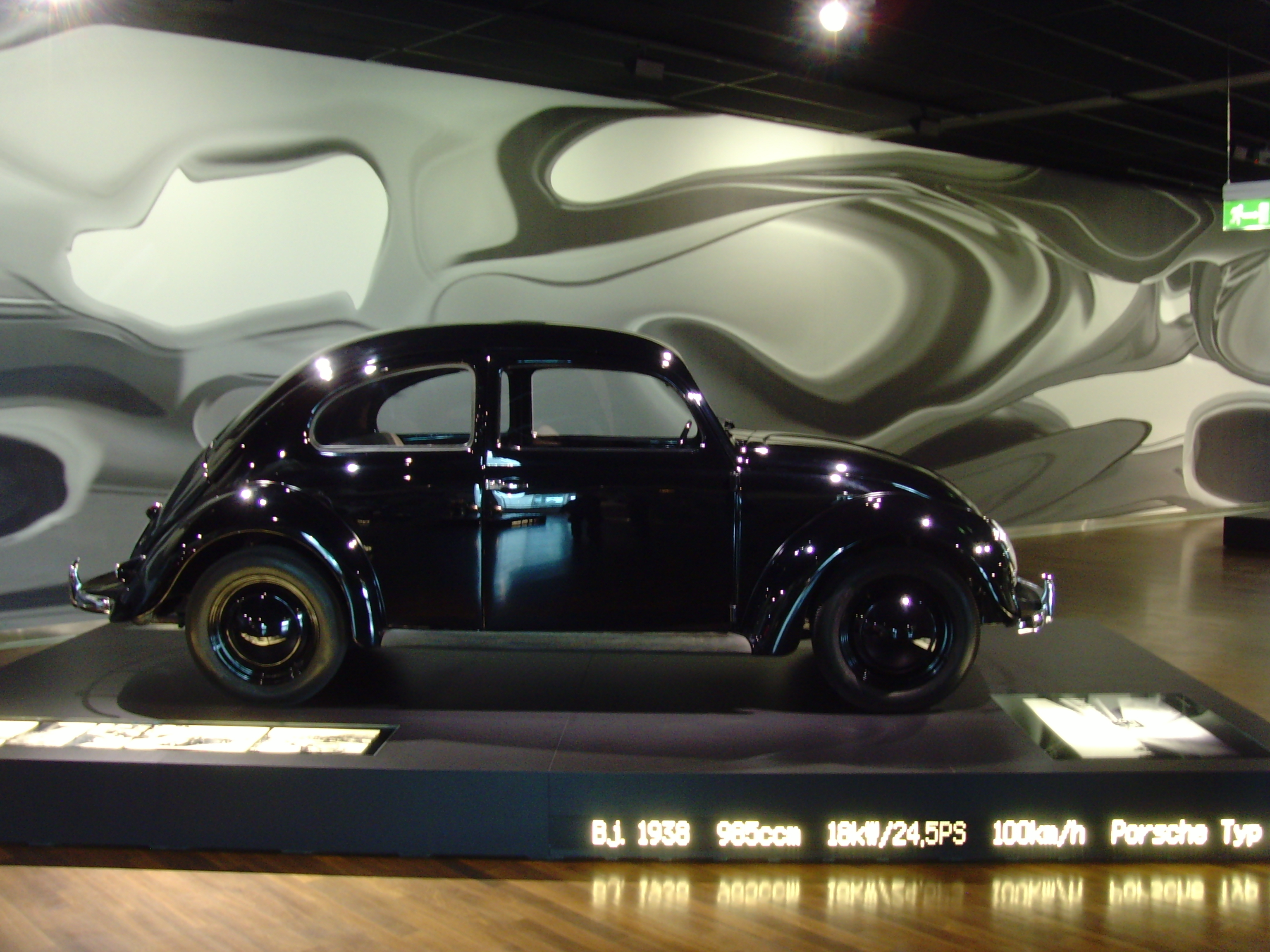
Porsche Type 60 (1938)
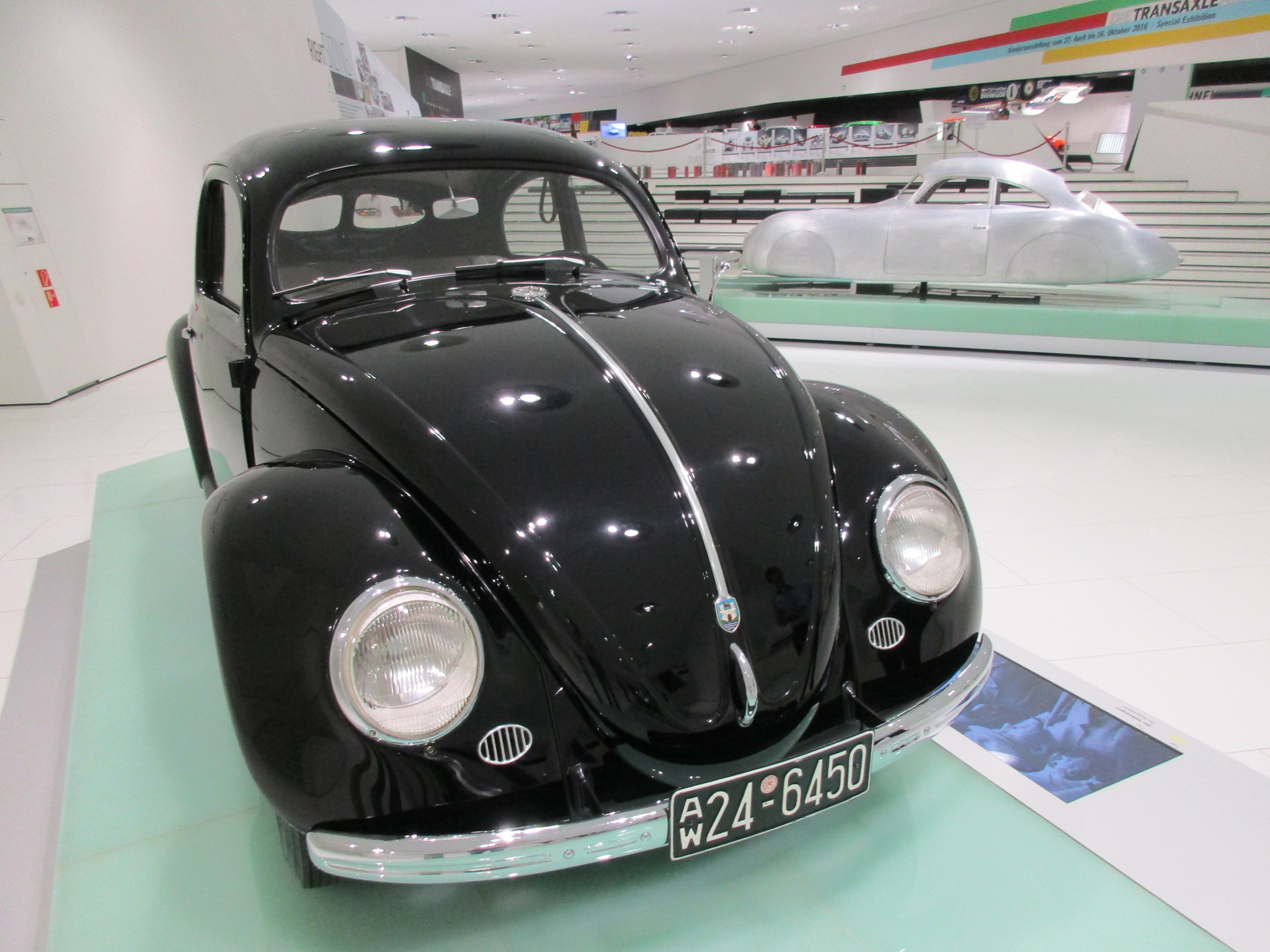
Volkswagen Coccinelle (1938)

Komenda conçoit en particulier la Volkswagen Coccinelle de 1934 (inspirée du style Streamline Moderne des années 1930, des travaux des designers Paul Jaray et Wunibald Kamm, et de ses prototypes de Porsche Type 12 (1931), Porsche Type 32, et Porsche Type 60). Ferdinand Porsche fonde alors Volkswagen en 1937 pour industrialiser les versions Volkswagen Kübelwagen et Volkswagen Schwimmwagen de l'armée allemande de la Seconde Guerre mondiale, puis la version Coccinelle avec plus de 21 millions d'exemplaires dans le monde d'après-guerre,. 

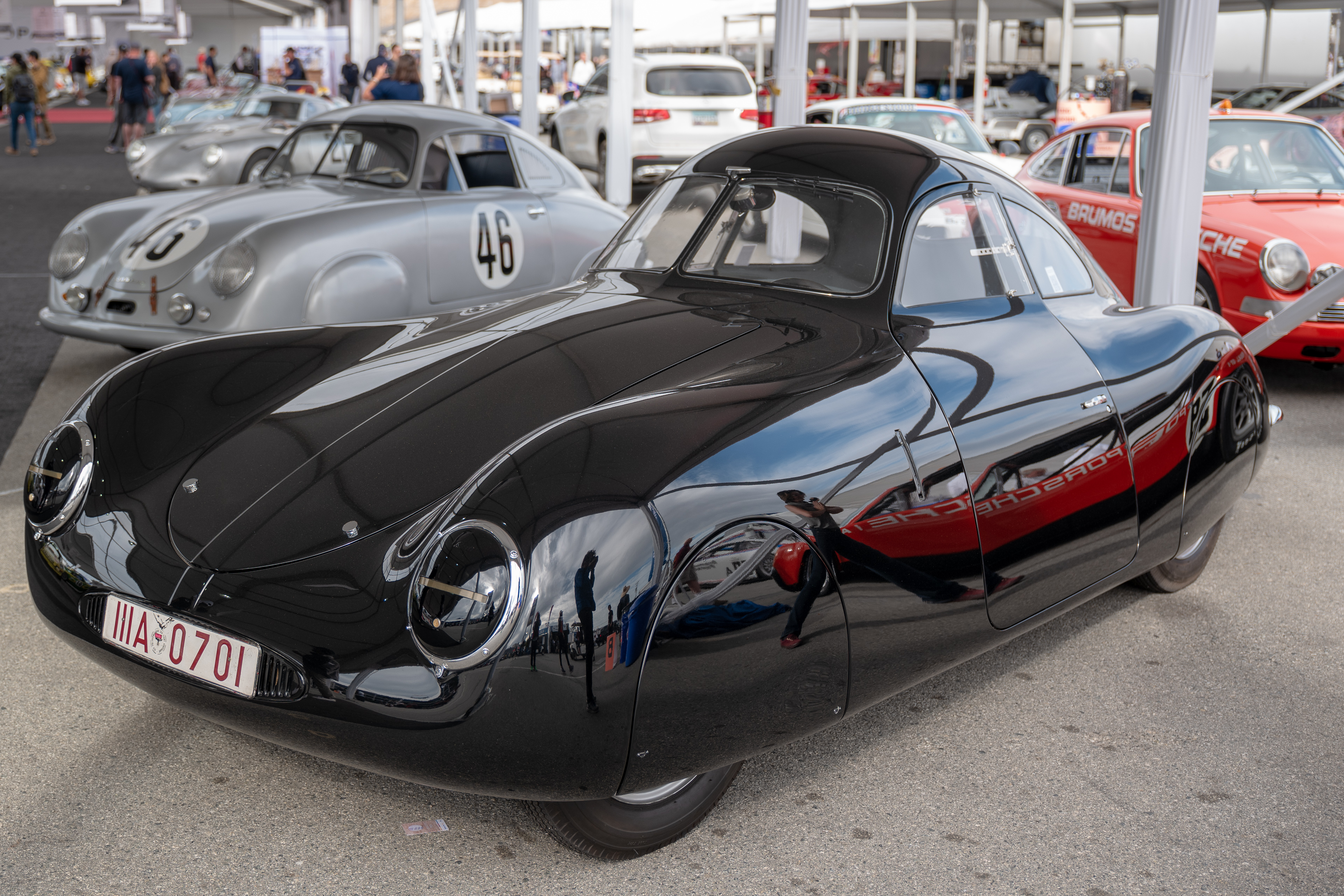
Porsche Type 64 (1938)
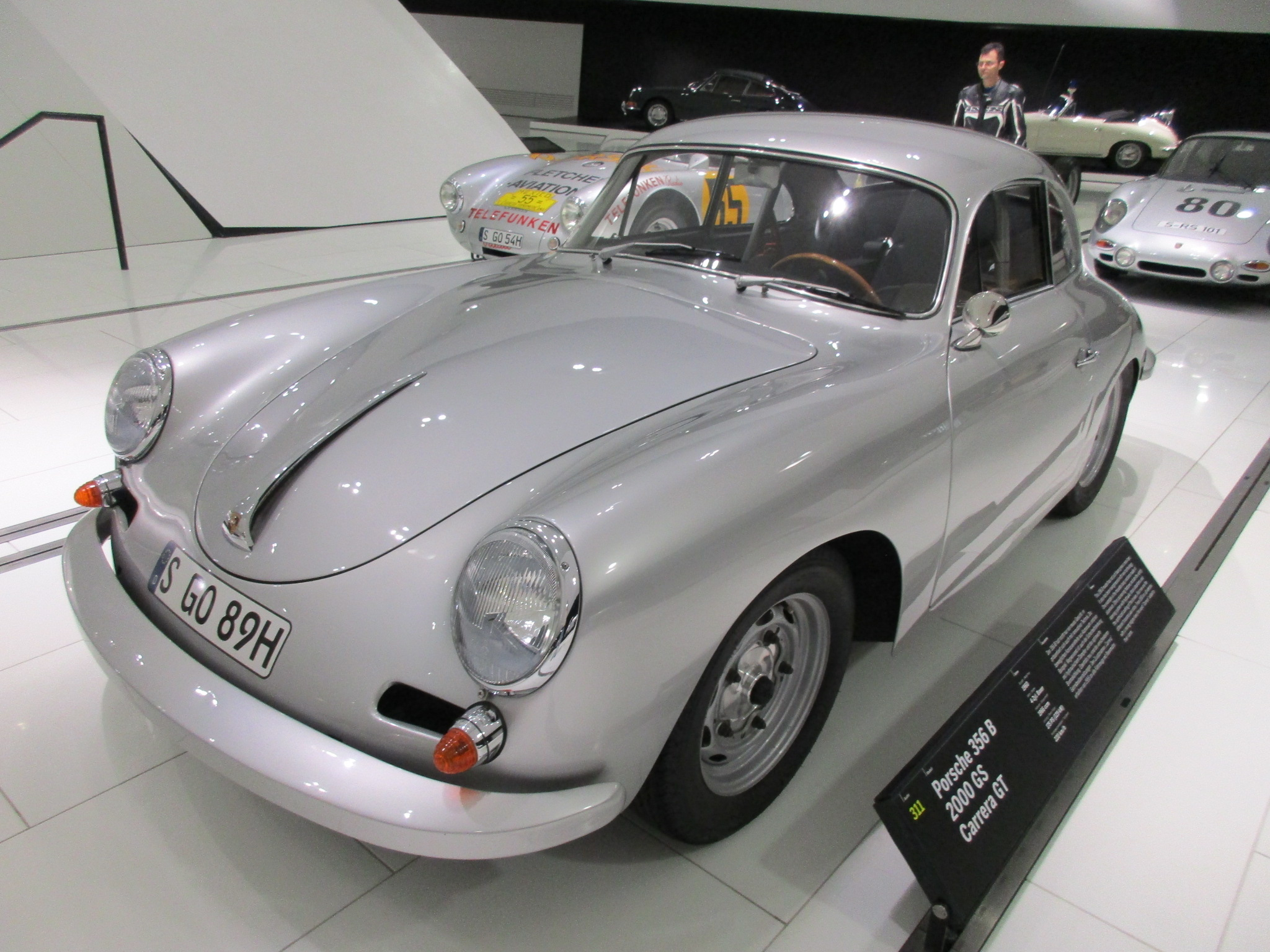
Porsche 356 (1948)
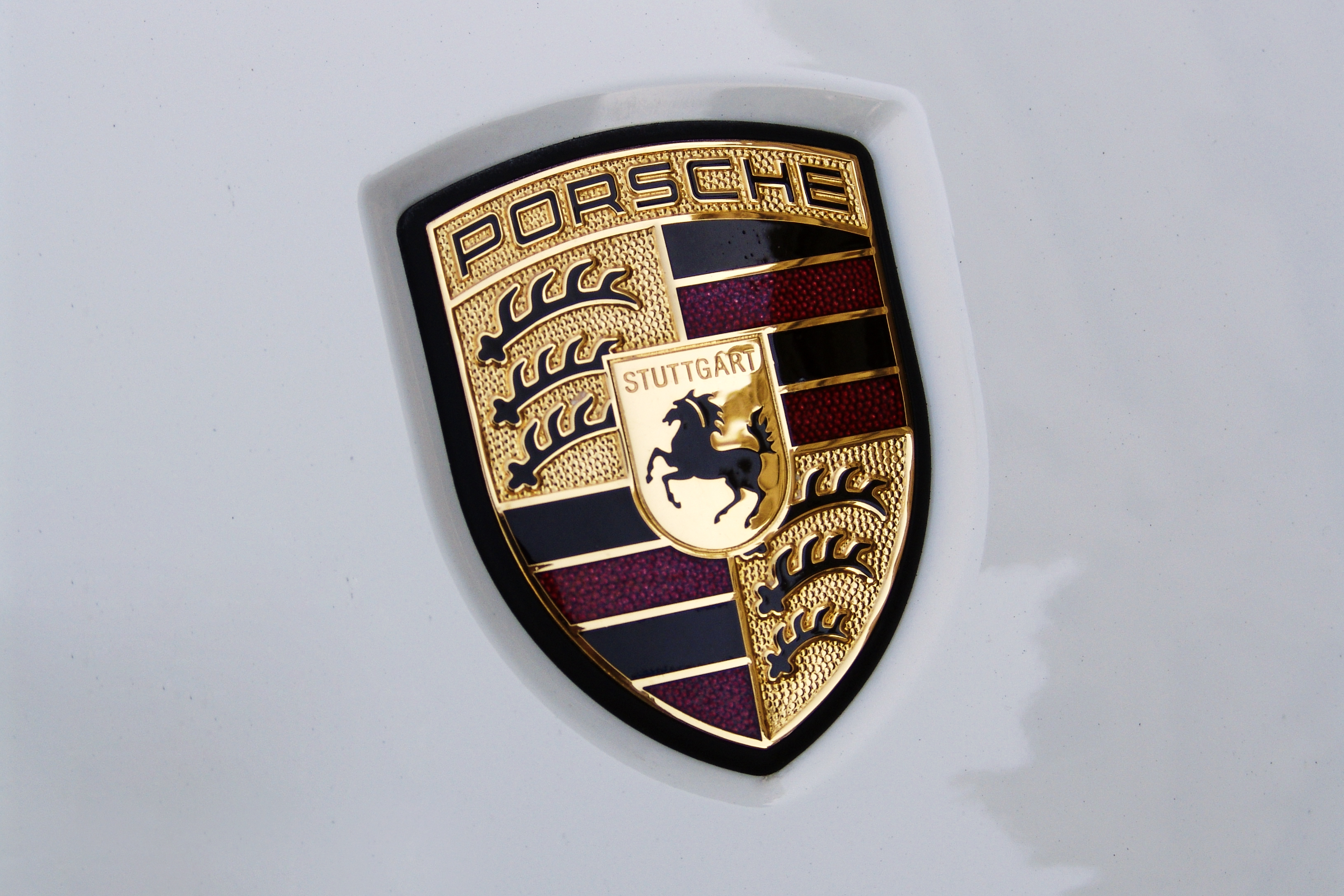
Logo Porsche (1952)
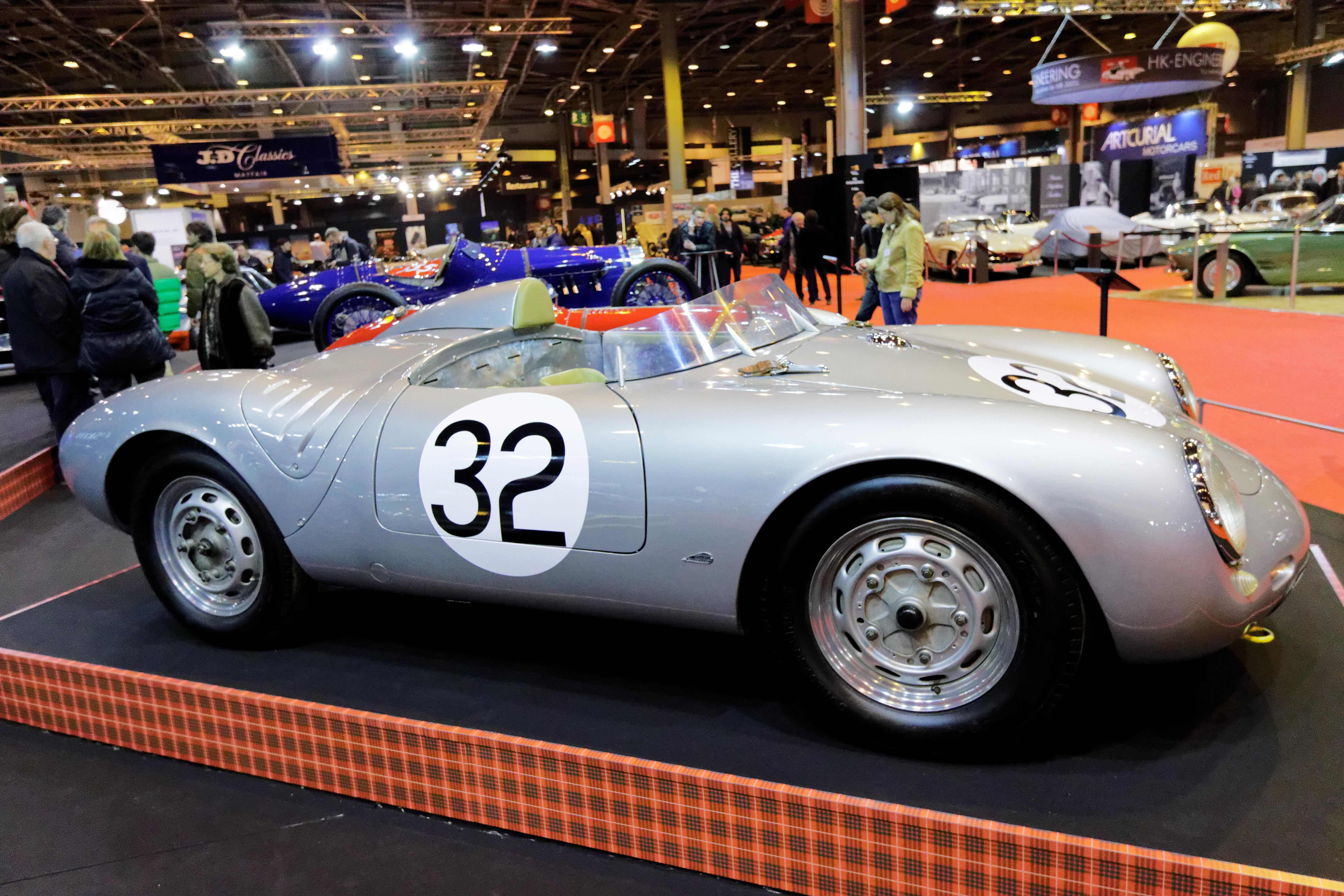
Porsche 550 (1953)
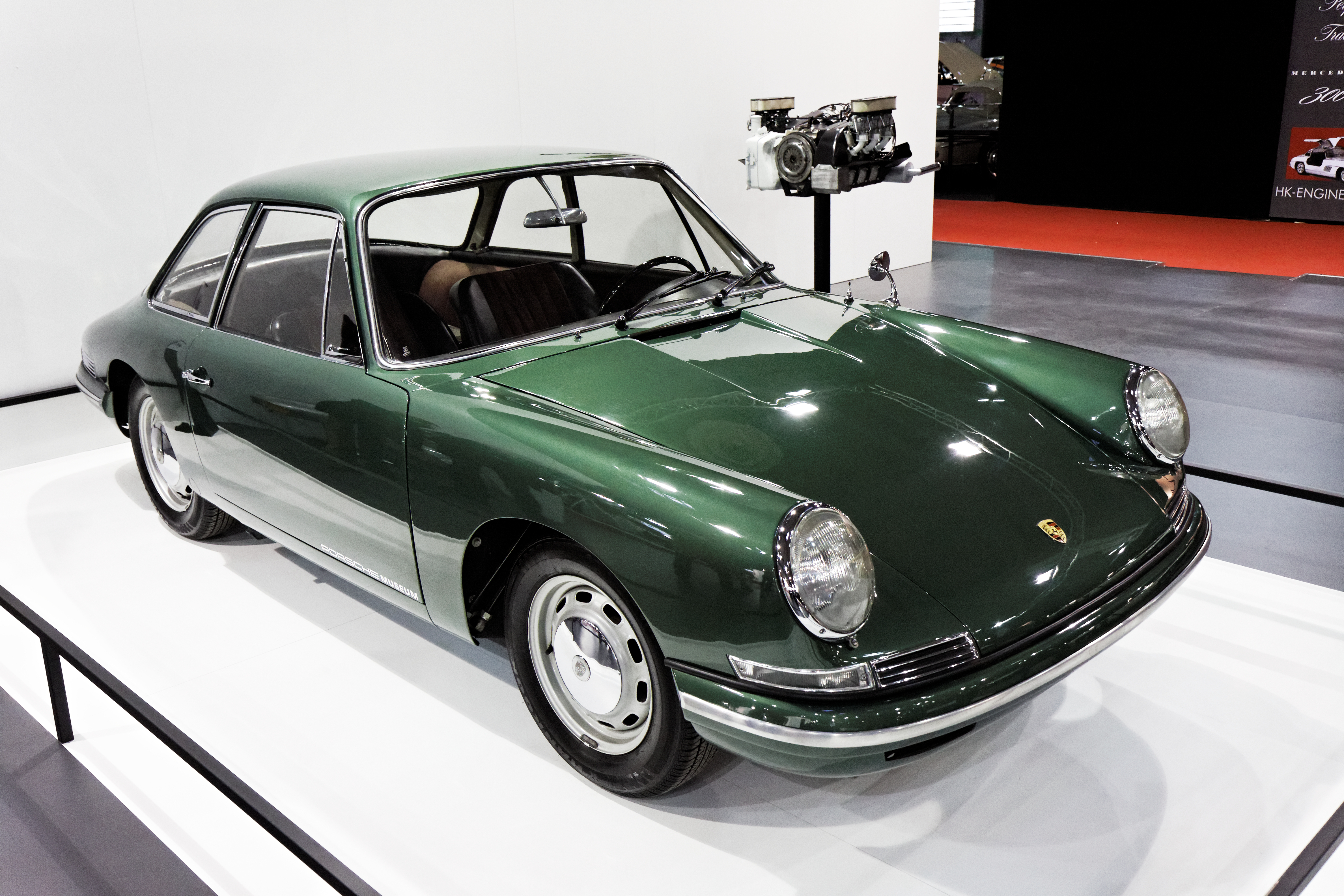
Prototype Porsche Type 754 T7 (1957) (Porsche 911)

Erwin Komenda est également en particulier créateur emblématique des séries de Porsche Type 64, Porsche 356/1, Porsche 356, Porsche 550, et Porsche 911, ainsi que du logo-emblème Porsche de 1952 (à base des héraldiques de Stuttgart et du Bade-Wurtemberg). Il disparaît prématurément à l'age de 62 ans, en 1966, alors qu'il travaille sur son projet de Porsche 911 avec Ferry Porsche et Ferdinand Alexander Porsche (fils et petit fils héritiers du fondateur),.